# Mouvement des femmes de Brême
Le mouvement des femmes de Brême est actif à travers diverses associations, groupes et établissements d'enseignement depuis le xixe siècle. Il contribue à faire progresser l'égalité  des femmes et des hommes dans le Land de Brême.

## Premières activités auxixesiècle
Les premiers mouvements de femmes revendiquent l'égalité politique et sociale des femmes et des hommes dès la seconde moitié du xviiie siècle.
À Brême, les premières associations féminines sont à but caritatif : la Petite association des femmes (Kleine Frauenverein), La Grande association des femmes (Große Frauenverein), l'Association pour la santé des femmes (Frauenkrankenverein) qui devient l'Association pour les femmes infirmières (Verein für weibliche Krankenpflege) et l'Association des femmes de la Croix rouge pour les allemands d'outre-mer (Frauenverein vom Roten Kreuz für Deutsche über See).
L'Union des associations de femmes d'Allemagne du Nord (Verband Norddeutscher Frauenvereine) est créée en 1802. Elle se réunit pour la première fois à Brême du 11 au 13 septembre.
Après la Révolution allemande de 1848, Brême adopte une constitution libérale en 1849, qui n'accorde pas le droit de vote aux femmes. Elle est remplacée en 1854 par une constitution conservatrice avec un système de droit de vote à huit classes.
En 1865, la fondation de l'Association générale des femmes allemandes (Allgemeine Deutsche Frauenverein, ADF) à Leipzig marque le début du mouvement organisé des femmes en Allemagne.
La lutte du mouvement des femmes connaît son premier pic dans les années 1890, lorsque les femmes se rebellent contre le projet de loi sur la famille du nouveau Code civil (Bürgerliches Gesetzbuch, BGB). Après l'abrogation des lois sur les associations de 1908, qui interdisent depuis 1850 aux femmes d'entrer dans les associations et les assemblées politiques, les femmes peuvent devenir plus actives directement en politique.
Alors que dans d'autres villes d'Allemagne, les associations de femmes fusionnent, à Brême, le Bremer Frauenstadtbund n'est fondé qu'en 1910. Il se compose d'associations de femmes ayant des préoccupations explicitement sociales ou politiques, ainsi que d'associations professionnelles et de groupes professionnels de femmes. En 192, il devient le Bremer Frauenverein et compte 43 membres.
La journée internationale de la femme, instituée par la 2e Conférence internationale des femmes socialistes en 1910, est célébrée pour la première fois à Brême le 8 mars 1914. Après 1920, elle prend une coloration communiste.

### Accès des femmes à l'éducation

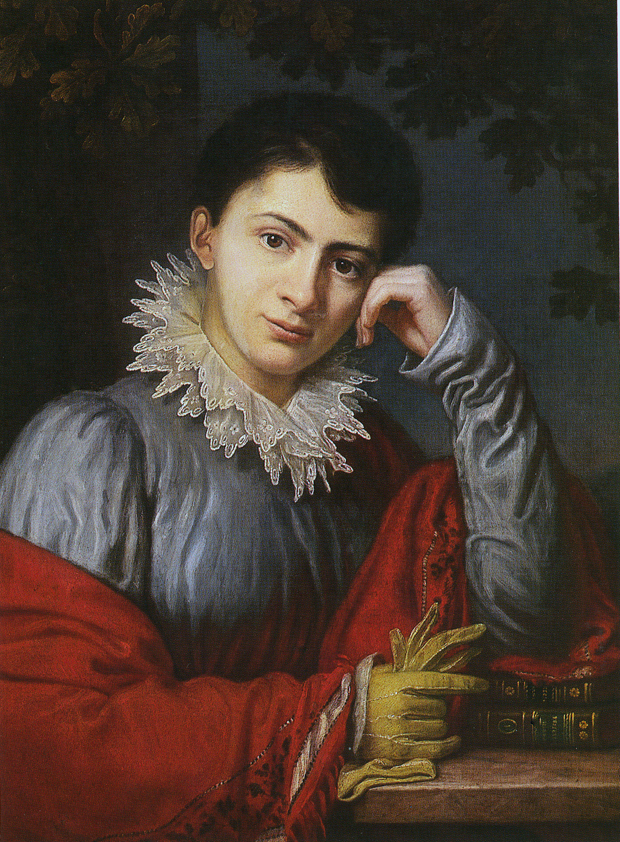
Betty Gleim, peinture de Georg Friedrich Adolph Schöner.

À Brême, jusqu'en 1916, l'éducation des filles relève des écoles privées qui sont ouvertes à partir de 1858. Vers 1870, cinq écoles secondaires pour filles sont recensées à Brême. En 1913, Magda Böttner et Anna Vietor sont les premières femmes à participer aux travaux de la députation scolaire en tant que membres consultatifs. En 1916, le premier lycée municipal est fondé.

À la fin du xixe siècle, les femmes sont progressivement autorisées à s'inscrire dans les universités allemandes. Anna Stemmermann obtient un doctorat en médecine à Leipzig en 1907 et devient la première femme médecin agréée à Brême en 1920.

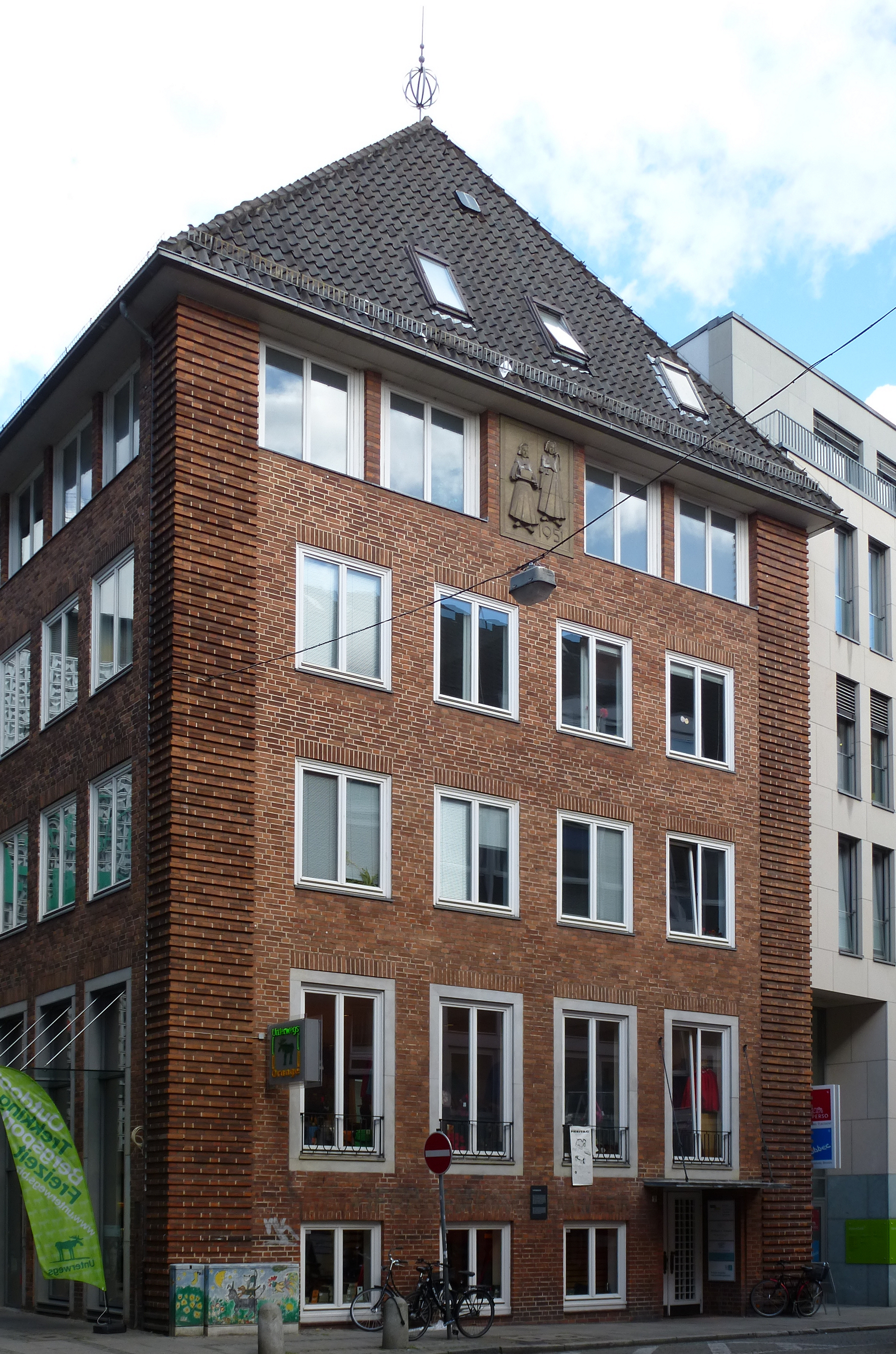
Maison de l'association de l'emploi et de la formation des femmes de 1951.

### L'Association pour l'emploi et la formation des femmes
En 1867, Marie Mindermann, Ottilie Hoffmann, Henny Sattler et d'autres femmes, fondent le Bremer Verein zur Erweiterung des weiblichen Arbeitsgebietes (Association de Brême pour l'expansion du travail féminin) qui devient ensuite le Frauen-Erwerbs- und Ausbildungsverein (Association pour l'emploi et la formation des femmes, FEAV). L'association prône le suffrage des femmes, qui ne se concrétisera à Brême qu'en 1918,.
En 1918, Agnès Heineken devient directrice des écoles de la FEAV. En 1933, avec l'arrivée du nazisme, l'Association pour l'emploi et la formation des femmes est dissoute. En 1946, elle reprend ses activités et rejoint le nouveau Comité des femmes de Brême. L'association est dissoute fin 2018 et les actifs seront transférés à la Fondation de l'Université de Brême.

### Politique et droit de vote des femmes
Le Verein für Frauenstimmrecht (Association pour le suffrage des femmes) se bat pour le suffrage des femmes à Brême et en Allemagne depuis environ 1900 environ. Le Bremer Verein für Frauenwahlrecht (Association de Brême pour le droit de vote des femmes) est fondé en 1910 et soutenu par les sociaux-démocrates mais aussi par certains libéraux. Au sein des partis, cependant, les femmes ne jouent aucun rôle majeur.
En 1890, les sociaux-démocrates tentent pour la première fois d'imposer le suffrage féminin au Parlement de Brême. La majorité libérale et conservatrice rejette la motion « avec rire et inquiétude », sans débat. Une nouvelle demande du Parti social-démocrate de Brême de mai 1914 est rejetée par tous les autres partis à une large majorité.
Anna Stiegler participe à la Troisième conférence des femmes sociales-démocrates qui se tient à Brême en 1904. En 1909, Rita Bardenheuer (de) cofonde le Bund für Mutterschutz und Sexualreform (Fédération pour la protection de la maternité et la réforme sexuelle) à Brême.

### Le travail
En 1888, les ouvrières touchent un salaire inférieur à celui des hommes (2 DM par jour contre 3,5). Près de 2 000 femmes qui travaillent à l'époque à la Jute-Spinnerei und Weberei Bremen (de) ne perçoivent que 1,5 DM par jour pour dix heures de travail. La plupart d'entre elles doivent travailler parce que le salaire de leur mari ne suffit pas à faire vivre la famille. Les enfants des femmes qui travaillent sont souvent livrés à eux-mêmes.

## La République de Weimar
Lors de la révolution de 1918-1919 à Brême, le suffrage féminin est soutenu par tous les partis de gauche et certains libéraux, tandis que les conservateurs s'y opposent toujours. Aucune femme n'est cependant représentée au Conseil des ouvriers et des soldats de Brême ou dans les organes de la République soviétique de Brême (de).
Lors de l'élection à l'Assemblée nationale de Weimar le 19 janvier 1919, toutes les « femmes qui ont eu 20 ans le jour des élections » ont, pour la première fois en Allemagne, le droit de vote. 82,3 % d'entre elles l'exercent et votent plutôt pour les partis conservateurs qui leur ont longtemps refusé ce droit.
La constitution du Reich allemand du 11 août 1919 - également connue sous le nom de Constitution de Weimar stipule à l'article 109
"Tous les Allemands sont égaux devant la loi. Les hommes et les femmes ont fondamentalement les mêmes droits et devoirs civiques. "
Cette égalité demeure un droit civil et non un droit humain. Comme dans la future Loi fondamentale de 1949, il y a toujours une distinction : hommes et femmes n'ont les mêmes droits que « fondamentalement».
Le droit à un emploi rémunéré est toujours soumis à des restrictions, le droit à une éducation égale est formellement acquis mais doit encore être appliqué.

### Les femmes au Parlement et au Sénat de Brême
À l'Assemblée constituante de Brême (de) de 1919-1920, sur 200 députés et députées, 18 sont des femmes, soit 9 %. Dans la constitution de Brême de 1920, le droit de vote des femmes est ancré de manière permanente.
De 1919 à 1945, il n'y a pas de sénatrices. De 1920 à 1933, seuls quelques membres du Parlement de Brême sont des femmes, comme Minna Bahnson (DDP), Rita Bardenheuer (SPD), Gesine Becker (KPD), Hermine Berthold (SPD), Cecilie Brickenstein ( DNVP ), Hanna Harder ( SPD), Elisabeth Jensen (SPD), Clara Jungmittag (SPD), Elise Kesselbeck (SPD, KPD), Elisabeth Lürssen ( DVP ), Helene Magarin (Bremerhaven) (SPD), Charlotte Niehaus (SPD), Mathilde Plate (DNVP), Käthe Popall (KPD), Verena Rodewald (DVP) Guste Schepp ( État partie allemand ), Elise Schulenberg (DDP) et Anna Stiegler (SPD). Dans les six législatures suivantes, on compte de 8,3 à 10 % de femmes.
Durant la brève période de la République de Weimar, peu de femmes occupent des postes supérieurs dans la fonction publique. Peu de femmes sont titulaires de diplômes supérieurs et universitaires et seules quelques-unes fréquentent les universités ou les académies. Pendant la période national-socialiste, les droits des femmes reculent.

## Après 1945

### Droit constitutionnel
En 1947, la Constitution provinciale de la ville libre hanséatique de Brême est adoptée par le Parlement de Brême. L'article 2 stipule :
« Tous les peuples sont égaux devant la loi et ont droit à des opportunités égales de développement économique et culturel. Nul ne peut bénéficier d'un traitement préférentiel ou être défavorisé en raison de son sexe, de son ascendance, de sa position sociale, de ses opinions religieuses ou politiques. "
L'article 3 de la loi fondamentale de la République fédérale de 1949 indique :
"Les hommes et les femmes sont égaux en droit".
Cependant, il reste encore un long chemin à parcourir entre la norme constitutionnelle et la réalité sociale.

### Le Comité des femmes de Brême

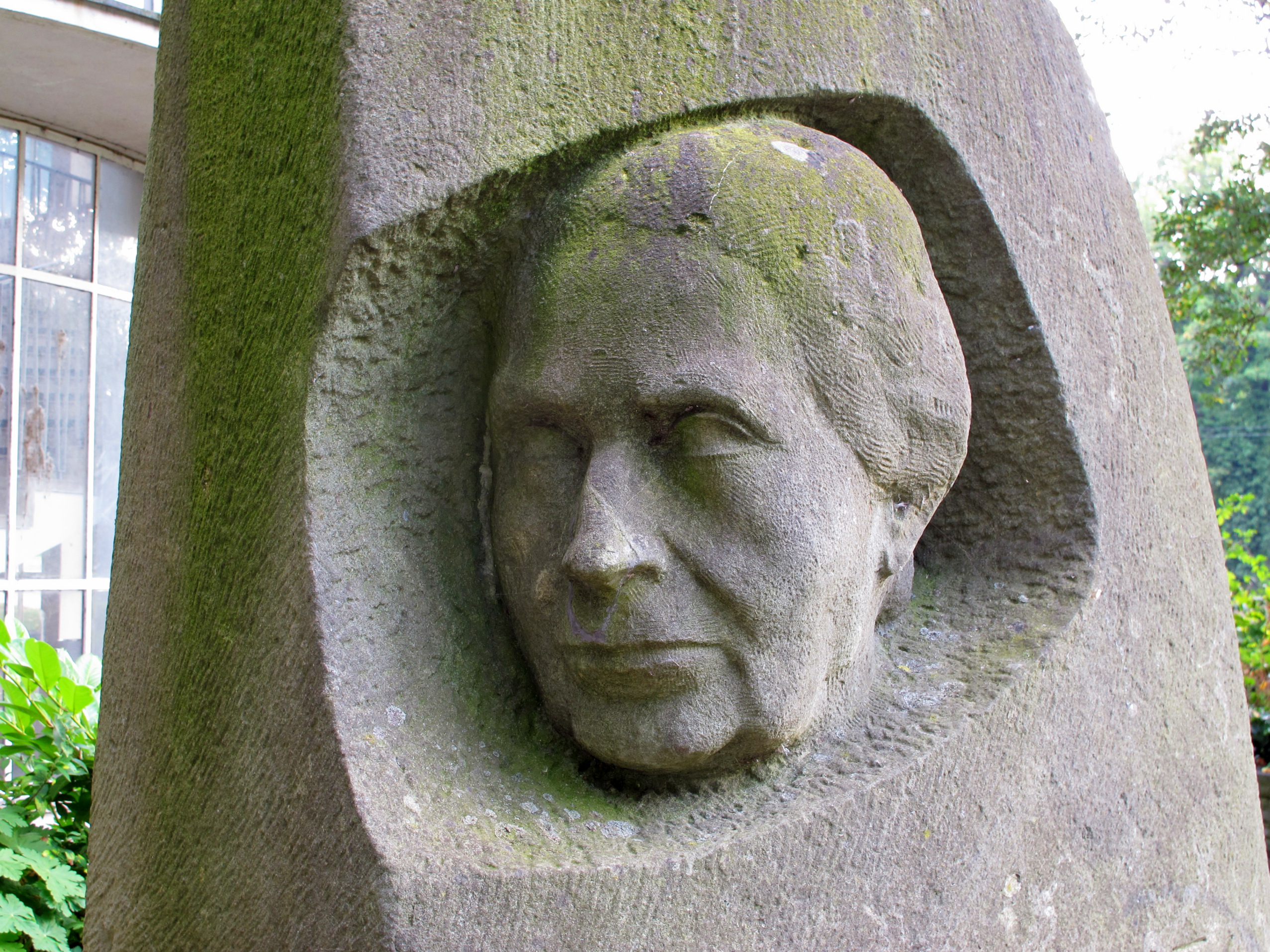
Monument d'Agnes Heineken au centre de formation professionnelle de Brême.

En 1946, Irmgard Enderle, Anna Klara Fischer, Agnes Heineken, Käthe Popall et Anna Stiegler fondent le Comité des femmes de Brême (de) (Bremer Frauenausschuss), une organisation faîtière, non partisane et non confessionnelle d'associations de femmes de tous les domaines de la société dans l'état de Brême.
« Nous avons mis en place un comité des femmes. Ce comité est destiné à aider, conseiller, éveiller et mobiliser les femmes de Brême. Nous crions aux femmes de Brême : Ne restez pas à l'écart, soucieuses et indifférentes ! Venez aider! Il s'agit de votre bonheur dans la vie, il s'agit de vos enfants ! "
Charlotte Niehaus (de) et Elisabeth Lürssen (de) rejoignent rapidement le Comité des femmes. Des organisations de Brême telles que le Parti social-démocrate, le Parti communiste, le Parti populaire démocratique de Brême, les associations syndicales de Brême, le Bremer Arbeiterhilfswerk, Caritas, la Communauté juive du Land de Brême, l'Organisation de l'Association du bien-être et la Ligue internationale des femmes pour La paix et la liberté de Brême sont représentés dans le Comité des femmes. Aujourd'hui, plus de 40 organisations font partie de l'association.
Les premières présidentes sont : Irmgard Enderle (SPD) (1946-1947), Charlotte Niehaus (SPD) (1947-1948), Agnes Heineken (FDP) (1949-1950), Anna Klara Fischer (1951-1959), Gisela Müller-Wolff (de) (SPD) (vers 1960) et Hannelore Spies (de) (CDU) (années 1960/70).

### Loi sur l'avortement
En 1969, les femmes de Brême lancent une campagne d'auto-dénonciation sous le slogan : J'ai avorté.
En 1971, le mouvement des femmes de Brême demande la suppression du paragraphe 218 du code pénal sur l'avortement, sans remplacement. Le 20 novembre 1971, environ 500 hommes et femmes se rassemblent sur la place du marché de Brême pour appuyer la demande. À partir de 1974, de plus en plus de nouveaux groupes de femmes se forment à Brême, qui participent à de nombreuses campagnes, y compris à l'échelle nationale. Sous la devise : Pour l'autodétermination des femmes - contre le § 218, un nouveau cortège a lieu à travers la ville le 2 mars 1974,.
En 1974, le paragraphe 218 est modifié afin de dépénaliser un avortement au cours des trois premiers mois de la grossesse. En 1976, l'ouverture d'un procès pour avortement entraîne des protestations et des blocages du Palais de justice, des affrontements avec la police et des contre-manifestations conservatrices. En 1980, un incendie criminel est perpétré contre un cabinet médical pratiquant des avortements à Brême.
En septembre 2021, l'État de Brême, ainsi que les États de Berlin, Brandebourg, Hambourg et Thuringe, soumettent une résolution au Bundesrat appelant le gouvernement fédéral à supprimer le paragraphe 219a du code pénal qui interdit la publicité sur l'avortement. La demande est rejetée.

### Bureau central de Brême pour la mise en œuvre de l'égalité des droits des femmes

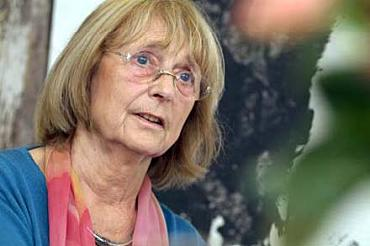
Ursel Kerstein (1994).

En 1980, le Bureau central de Brême pour la mise en œuvre de l'égalité des droits des femmes (Bremische Zentralstelle für die Verwirklichung der Gleichberechtigung der Frau, ZGF) est créé comme institution de la ville hanséatique libre de Brême. Il a pour rôle de veiller à ce que l'exigence constitutionnelle d'égalité des droits pour les femmes soit respectée. Le ZGF est géré par la représentante de l'État pour les femmes . La première représentante des femmes à Brême de 1982 à 1994 est Ursel Kerstein (de)(SPD), suivie par Ulrike Hauffe (de) (SPD).
En 1989, la première semaine des femmes a lieu à Bremerhaven.

### Poursuite de l'amélioration du statut juridique
Depuis 1990, la loi sur l'égalité des chances du Land de Brême améliore l'égalité des femmes dans la fonction publique. Depuis 1991, les femmes ne peuvent plus être exclues du corps des sapeurs- pompiers volontaires.
En 2002, le Centre de conseil pour les victimes de la traite des femmes et de la prostitution forcée (Beratungsstelle für Betroffene von Frauenhandel und Zwangsprostitution, BBMeZ) est fondé à Brême par la Mission intérieure de Brême avec le soutien de l'Église protestante de Brême et du ZGF.
En 2005, deux femmes, Annemarie Mevissen et Barbara Grobien, sont citoyennes d'honneur de Brême pour la première fois.
En 2012, la sénatrice des Finances Karoline Linnert (Verts) publie le rapport sur la mise en œuvre de la loi nationale sur l'égalité des chances avec l'introduction : « Les femmes rattrapent continuellement leur retard. La tendance positive de ces dernières années se poursuit. ». Selon elle, en 2010, la proportion de femmes dans la fonction publique est d'environ 55% et, parmi les stagiaires, 58,8%. «  La proportion de femmes augmente également au niveau de l'encadrement : 46,8  % d'entre elles sont au plus haut niveau d'encadrement. ». Dans les 19 entreprises enregistrées de Brême, la proportion de femmes est de 68,7 pour cent mais elles sont plus nombreuses que les hommes à recourir au temps partiel.

### Les femmes en politique après 1945
Dans le premier Parlement nommé de 1946, seules trois des 60 députés sont des femmes (5 %). Au cours des sept premières législatures, de 1946 à 1971, la proportion de femmes varie de 10 à 14 %. De 1971 à 1987, 15 à 18 femmes sont représentées parmi 100 élus, dont beaucoup du SPD. Ce n'est qu'avec la 12e législature que la proportion de femmes augmente de manière significative à 28 femmes, 28 %, dont 18 SPD, 4 Verts, 4 CDU et 2 FDP.
En 1946, Anna Stiegler (SPD) est la première femme élue vice-présidente du Parlement.
De 1949 à 1987, seuls des hommes représentent Brême au Bundestag allemand. De 1987 à 1990 et depuis 1994, Marieluise Beck des Verts devient la première femme de Brême au Bundestag. Avec Agnes Alpers elle représente Brême pendant six mandats au Bundestag. De 1990 à 2002, Ilse Janz (de) (SPD) est membre du Bundestag.
En 1952, Annemarie Mevissen (de) (SPD) devient la première femme maire de Brême.
En 1994, Karin Jöns (SPD) est la première femme de Brême élue au Parlement européen.

#### Sénat de Brême
En 1945, Käthe Popall (KPD) est nommée première femme sénatrice à Brême. En 1984, après Käthe Popall (KPD) et Annemarie Mevissen (SPD), Eva-Maria Lemke (de) (SPD) est sénatrice.
Depuis les années 1990, les questions féminines sont portées par des sénatrices : Sabine Uhl (SPD) (1990-1995), Christine Wischer (SPD) (1995-1999), Hilde Adolf (SPD) (1999-2002), Karin Röpke (SPD) (2002-2006), Ingelore Rosenkötter (SPD) (2006-2011) et Anja Stahmann (Verts) (depuis 2011).
En 2007, Karoline Linnert (Verts) devient maire et sénatrice des finances. Après Annemarie Mevissen, elle est la deuxième femme à occuper le poste de vice-présidente du Sénat. Au Sénat de 2011, dirigé par Jens Böhrnsen (SPD), quatre des huit membres sont des femmes, soit 50 %. Depuis 2015, cinq femmes sont membres du Sénat de Sieling, à savoir, pour e SPD, Claudia Bogedan, Eva Quante-Brandt et Ulrike Hiller  ainsi que Karoline Linnert et Anja Stahmann pour les Verts.

### Partis politiques
En 1985, le SPD de Brême décide d'instaurer des quotas de femmes candidates au Parlement de Brême et dans les conseils consultatifs de Brême (parlements de district de Brême) atteignant progressivement 50 %. En 1988, Ilse Janz est la première femme présidente du SPD.
La CDU de Brême décide également en 1985 de quotas dans les bureaux du parti. Cependant, le président de l'État, Bernd Neumann, n'est pas en mesure de faire appliquer la décision selon laquelle à l'avenir, une femme devait toujours être élue vice-présidente. De 2011 à 2012, Rita Mohr-Lüllmann est la première femme à occuper la présidence d'État de la CDU.
Alliance 90/Les Verts de Brême ont traditionnellement une proportion plus élevée de femmes en politique. Néanmoins, une dispute majeure éclate en 1987 lorsque la seule femme candidate à l'exécutif de l'État, Christine Bernbacher, échoue aux élections à l'exécutif de l'État. En 1991, Karoline Linnert devient la première femme à présider les Verts.
L'accord de gouvernement de 2021 entre les trois partis de la coalition le SPD, les Verts et la gauche, mentionne la parité hommes-femmes au Parlement.

## Comités et projets du mouvement des femmes de Brême
- Le Comité des femmes de Brême (Landesfrauenrat Bremen, BFA) existe depuis 1946. L'organisation faîtière d'environ 40 organisations de femmes du Land de Brême travaille sur une base non partisane et non religieuse pour la mise en œuvre de l'égalité des droits[17].
- L'Association Musée des femmes de Brême (Bremer Frauenmuseum) est fondée en 1991 en réaction au manque de présence des femmes dans les musées de Brême. L'objectif est de passer en revue les réalisations et le travail des femmes dans le passé et le présent et de les porter à l'attention du public. L'association documente les réalisations de femmes importantes sur Internet à travers des portraits de femmes, organise des expositions, organise des séries de conférences sur les questions féminines, publie des publications et plaide pour que les rues et les écoles de Brême portent des noms de femmes[18].
- Le Bureau central de Brême pour l'égalité des droits des femmes (de)(Bremische Zentralstelle für die Verwirklichung der Gleichberechtigung der Frau , ZGF) est une autorité à Brême depuis 1980. Sa mission est de veiller à ce que l'exigence constitutionnelle d'égalité des droits pour les femmes soit respectée. L'autorité est dirigée par le Commissaire d'État à la femme (de)[19].
- Belladonna Bremen, Sonnenstraße 8, fondée en 1986, est une association pour la culture, l'éducation et les affaires pour les femmes qui promeut l'éducation politique, sociale et culturelle. Ses archives de presse féminine avec 370 000 articles sont les plus grandes archives de ce type en Europe du Nord. Le centre de documentation comprend également une bibliothèque de plus de 7 000 volumes[20].
- Le projet thealit Frauen.Kultur.Labor. (de) à Brême est né en 1990/91 de l'ancienne Frauenkulturhaus Bremen de 1982 dans le but d'introduire des positions féministes dans le débat[21].

## Les premières militantes des droits des femmes à Brême
Par ordre alphabétique et activité principale avant 1960
- Sigrid Åkerhielm (de)(1875-1967), militante des droits des femmes à Brême, membre du conseil d'administration et présidente de la section de Brême de la Ligue internationale des femmes pour la paix et la liberté (IFFF) ;
- Minna Bahnson (de) (1866–1947), membre du conseil d'administration de l'Union des associations de femmes d'Allemagne du Nord (Verbandes Norddeutscher Frauenvereine), secrétaire de l' Association pour l'emploi et la formation des femmes de Brême (Bremer Frauen-Erwerbs- und Ausbildungsverein), membre de l' Association allemande pour le droit de vote des femmes (Deutscher Verband für Frauenstimmrecht, Verein Mütter- und Säuglingsheime), Association pour les foyers pour mères et bébés (Verein Mütter- und Säuglingsheime), Association de Brême des femmes au foyer (Bremer Hausfrauenverein) et Association des femmes de la ville (Frauenstadtbund) ;
- Marie Böttner (de) (1858-1937), pédagogue, présidente de l'Association des professeurs de Brême (Verein bremischer Lehrerinnen, VBL), fondée en 1889, participe à des congrès internationaux de femmes à Berlin, Amsterdam et Londres ;
- Marie Eggers-Smidt (de) (1844-1923), militante des droits des femmes, active dans le domaine social, notamment dans le secteur de la prostitution
- Irmgard Enderle (1895-1985), femme politique socialiste, syndicaliste, journaliste et membre du Parlement de Brême ;
- Anna Klara Fischer (1887-1967), éducatrice et politicienne sociale ;
- Agnes Heineken (1872–1954), éducatrice et femme politique (DDP) ;
- Grete Hermann (1901–1984), mathématicienne, physicienne, philosophe et enseignante. Dès 1930, elle lutte contre le national-socialisme. Après avoir émigré en Angleterre en 1937, elle revient à Brême en 1946, crée l'École de formation des enseignants et à partir de 1947 est impliquée dans le travail de politique éducative du SPD ;
- Ottilie Hoffmann (de) (1835–1925), éducatrice et politicienne sociale ;
- Marie Mindermann (de) (1808-1882), écrivaine et militante pour les droits des femmes ;
- Charlotte Niehaus (de) (1882-1975), assistante sociale, femme politique (SPD) et membre du Parlement de Brême ;
- Käthe Popall (1907-1984), femme politique (KPD) et première sénatrice à Brême ;
- Anna Stiegler (1881-1963), femme politique (SPD) et membre du Parlement de Brême.